# Salomon du Nord
1885–1919
Entités suivantes :
- Salomon britanniques (1899)
- Territoire de Nouvelle-Guinée (1919

Les Salomon du Nord sont les anciennes Salomon allemandes en Mélanésie qui faisaient partie de la Nouvelle-Guinée allemande. Initialement entièrement colonisées sous le nom du protectorat allemand sur les îles Salomon, seules les îles du Nord restent allemandes après 1899. Ces îles sont aussi connues quelquefois comme les îles Bougainville, du nom de leur île principale, l'île Bougainville.
Elles font géographiquement partie de l'archipel des îles Salomon, mais elles sont politiquement divisées entre la province de Bougainville, en Papouasie-Nouvelle-Guinée, et les provinces de Province de Choiseul, d'Isabel et occidentale des Salomon.

## Histoire
Le 17 février 1568, l'archipel est découvert par l'explorateur espagnol Álvaro de Mendaña, qui le nomma Islas de Salomon.
En avril 1885 un protectorat allemand (Schutzgebiet) est proclamé sur le nord de l'archipel (Bougainville, Buka, Choiseul, Santa Isabel et Ontong Java).
En juin 1893, un protectorat britannique est proclamé sur le sud de l'archipel sous le nom de protectorat des îles Salomon britanniques qui comprend la Nouvelle-Géorgie, Guadalcanal, Malaita et San Cristobal. En 1898, les Britanniques annexent les îles Santa Cruz et les îles Rennell et Bellona.
Le 14 novembre 1899 (effectif en 1900), l'Allemagne transfère Choiseul, Santa Isabel, les îles Shortland et Ontong Java aux îles Salomon britanniques, mais conserve Bougainville et les îles environnantes.
En 1919, à l'issue de la Première Guerre mondiale, la Société des Nations place sous administration australienne la Nouvelle-Guinée allemande (dont l'île de Bougainville), qui devient le territoire de Nouvelle-Guinée, lui-même intégré au territoire de Papouasie-Nouvelle-Guinée en 1947.

## Source
- World Statesmen - Solomon islands